# Olympique Antibes
O Olympique Antibes Juan-les-Pins Côte d'Azur, comumente conhecido por OAJLP ou Antibes Sharks, é um clube profissional de basquetebol sediado na cidade de Antibes, França que atualmente disputa a Liga Francesa. Foi fundado em 1933 e manda seus jogos no Azur Arena Antibes com capacidade para 5.249 espectadores.

## Títulos
- 3x  Campeão da Liga Francesa 1969–70, 1990–91, 1994–95
- 1x  Campeão da 2ª Divisão Francesa 2012-13
- 1x  Campeão da 3ª Divisão Francesa 2007-08